# Forges de Lanouée (commune)
Pour l’article homonyme, voir Forges de Lanouée pour le monument historique.
Forges de Lanouée est une commune nouvelle située dans le département du Morbihan, en région Bretagne, créée le 1er janvier 2019. Elle résulte de la fusion des communes de Lanouée et des Forges.

## Géographie

### Localisation
Les Forges de Lanouée sont à la limite nord du département du Morbihan, tout près donc de celui des Côtes-d'Armor.
| Le Cambout Côtes-d'Armor | Plumieux Côtes-d'Armor La Trinité-Porhoët | Mohon                                                |
| Bréhan Pleugriffet       | Forges de Lanouée                         | Saint-Malo-des-Trois-Fontaines La Grée-Saint-Laurent |
| Guégon                   | Josselin                                  | La Croix-Helléan                                     |

### Relief et hydrographie
La commune des Forges de Lanouée est limitée à l'ouest par l'un des bras du Lié, rivière affluente de rive gauche de l'Oust, la séparant de Bréhan ; au sud-ouest et au sud, c'est l'Oust lui-même qui sépare la commune de celles de Pleugriffet et Guégon (l'Oust canalisé est une section du canal de Nantes à Brest) ; au nord-ouest, le Ruisseau de Durbœuf (portant dans sa partie amont le nom de Ruisseau de Blaye), affluent du Lié avec lequel il conflue au niveau de l'étang des Forges, sert de limite entre Forges de Lanouée d'une part, Plumieux et Le Cambout d'autre part (c'est aussi la limite départementale entre le Morbihan et les Côtes-d'Armor) ; à l'est, le Ninian, autre affluent de rive gauche de l'Oust, séparait le finage des Forges de Lanouée de celui de Mohon. Un autre petit affluent de rive gauche de l'Oust, le Crasseux, qui a sa source en lisière de la forêt de Lanouée et passe juste à l'ouest du bourg de Lanouée, traverse ensuite la partie sud-est du territoire communal et forme un temps dans sa partie aval la limite avec Josselin.

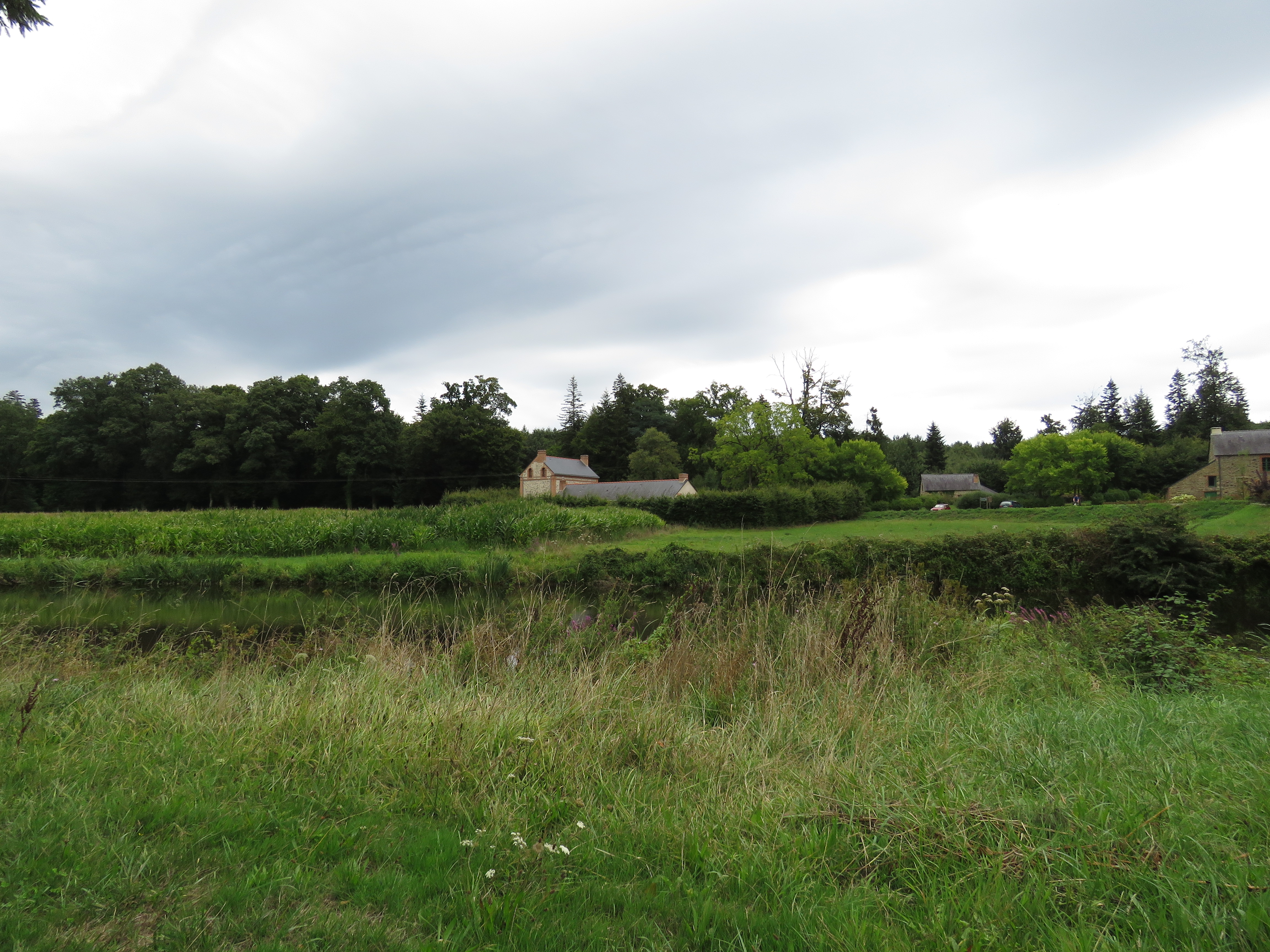
Le Lié, traversant le bourg des Forges. Au second plan, la lisière de la forêt de Lanouée.

Le relief est assez bosselé, culminant à 123 mètres, le long de la « ligne du Télégraphe », dans la partie nord de la forêt de Lanouée , laquelle est presque partout au-dessus de 90 mètres d'altitude, et s'abaissant dans les vallées des cours d'eau précités, le point le plus bas étant à 32 mètres d'altitude dans la vallée de l'Oust à l'endroit où ce cours d'eau quitte cette commune. Le bourg de Lanouée est vers 90 mètres d'altitude.

### Transports
Le canal de Nantes à Brest (Oust canalisé) longe le sud-ouest et le sud de la commune.

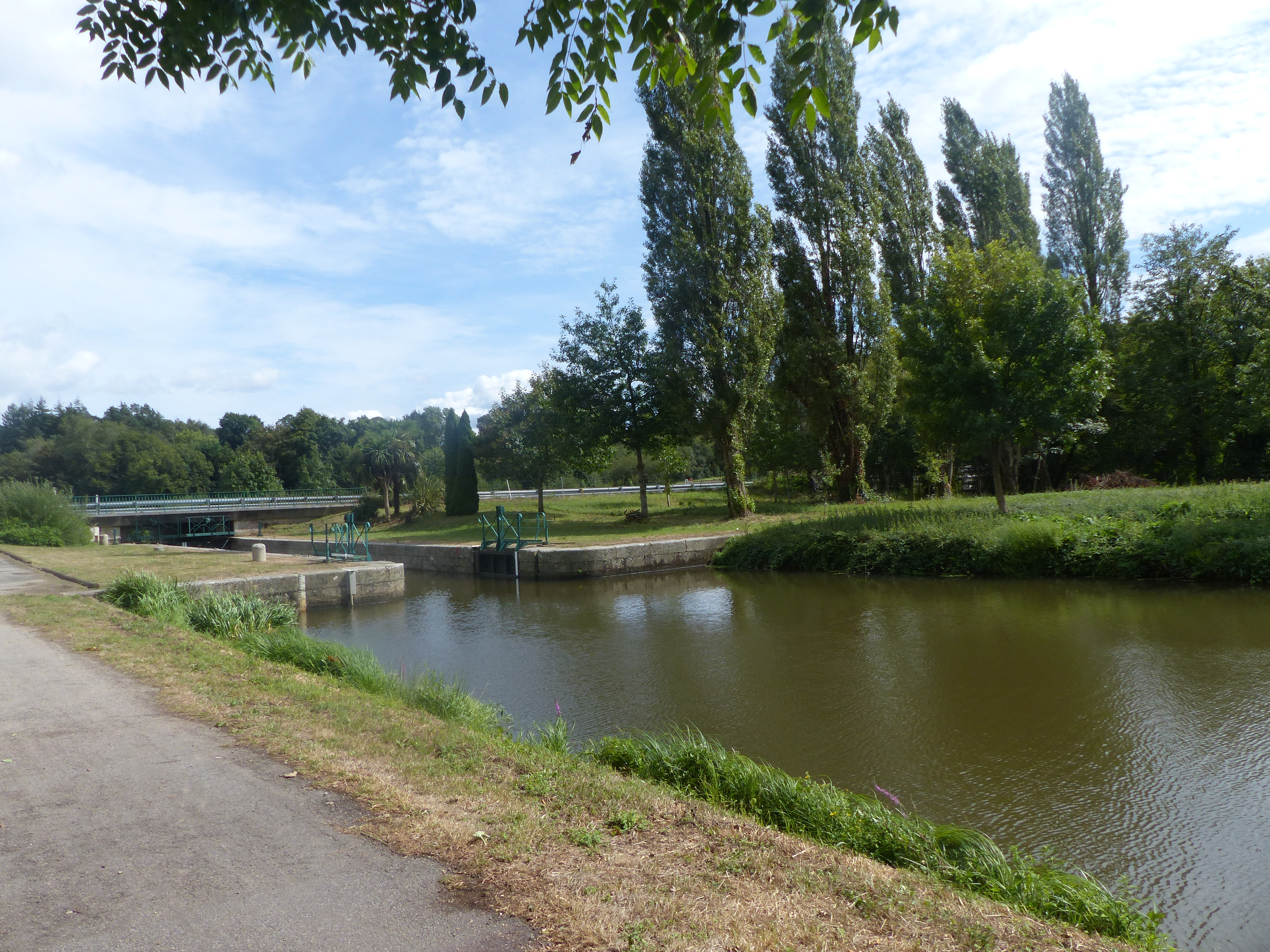
L'écluse et l'île de Caradec.
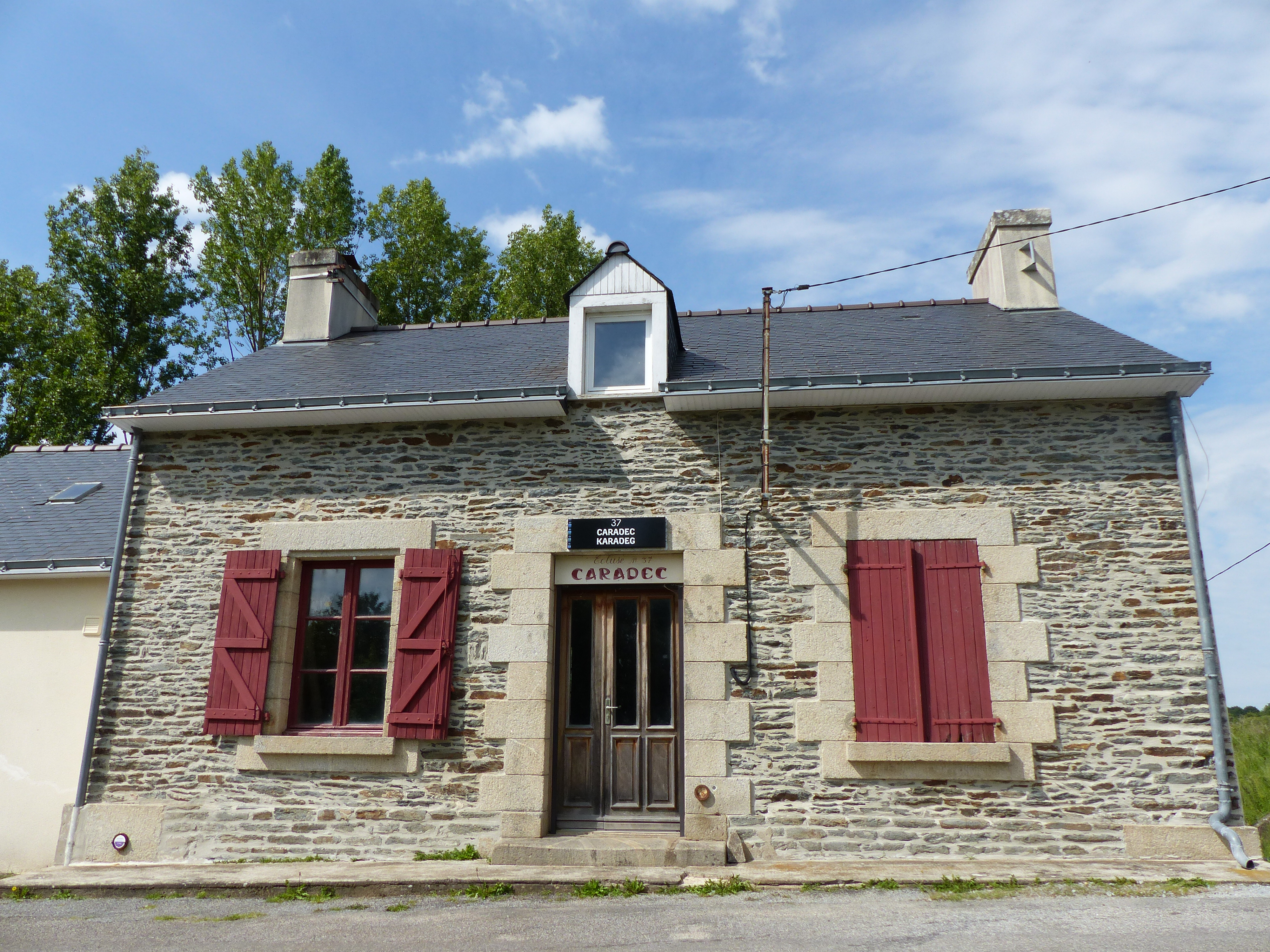
La maison éclusière de Caradec (en Pleugriffet).
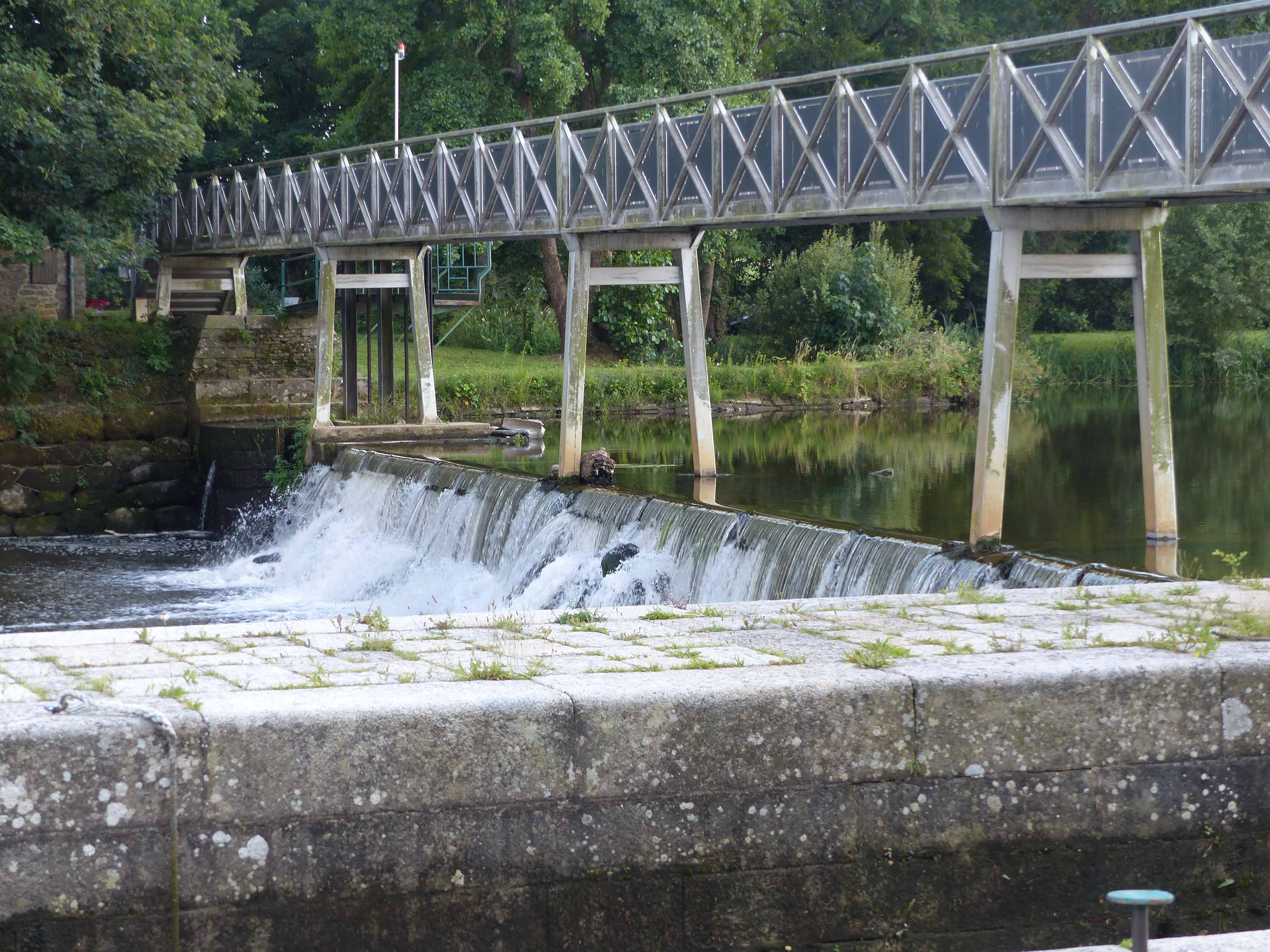
L'écluse du Rouvray et sa passerelle.
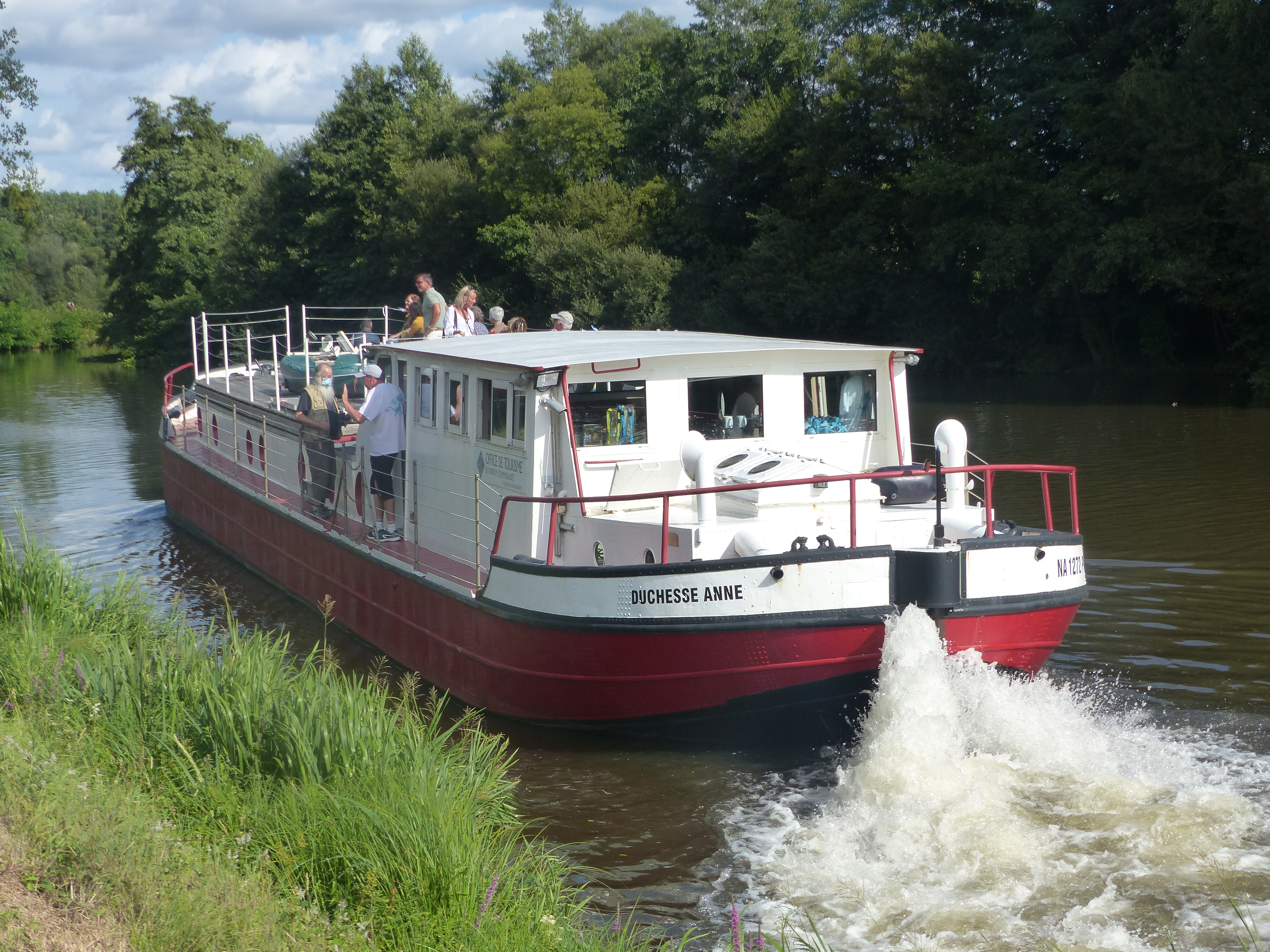
La péniche Duchesse Anne après son escale à l'écluse du Rouvray.
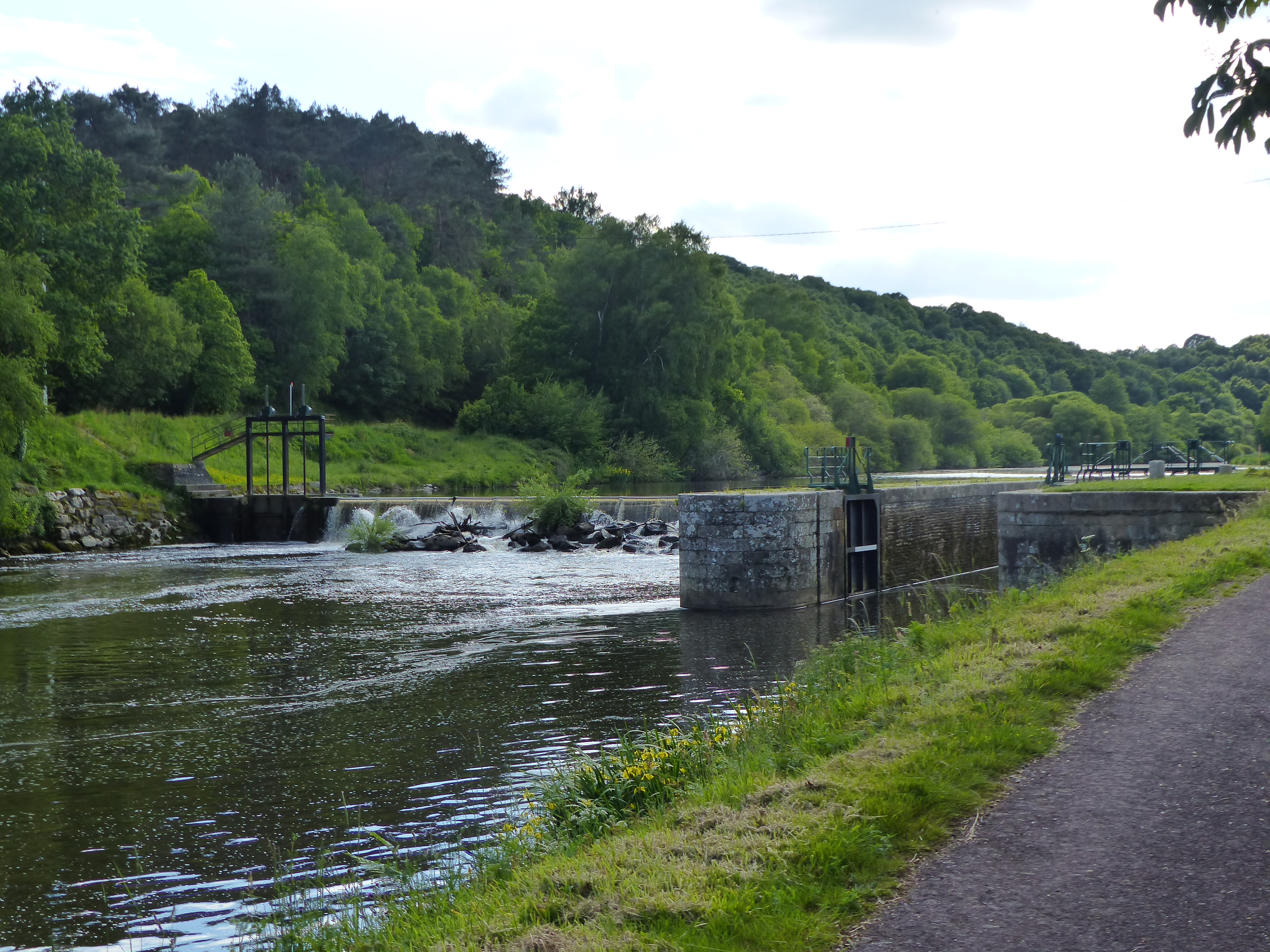
L'écluse de Bocneuf.
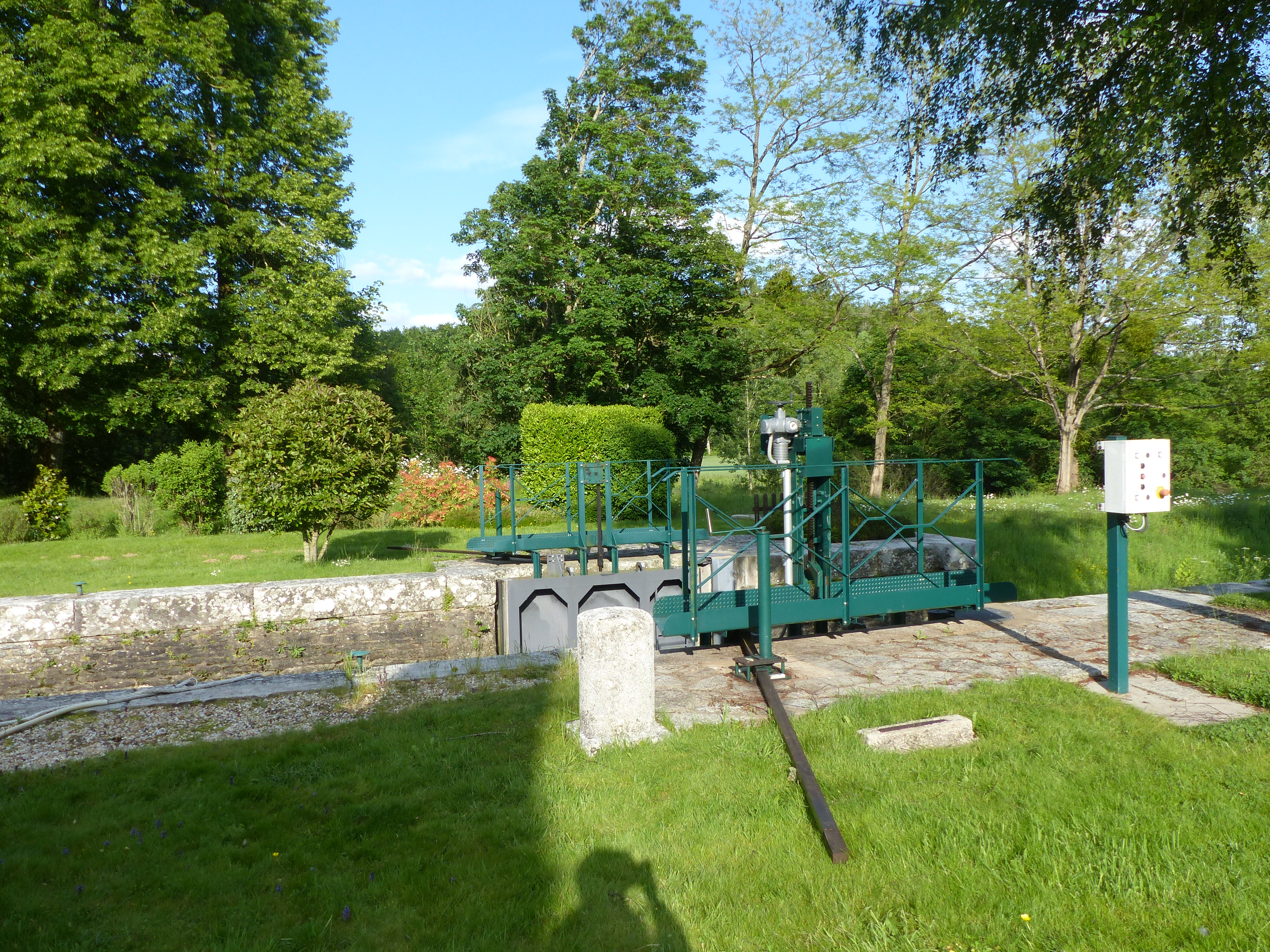
L'écluse de Pomeleuc.
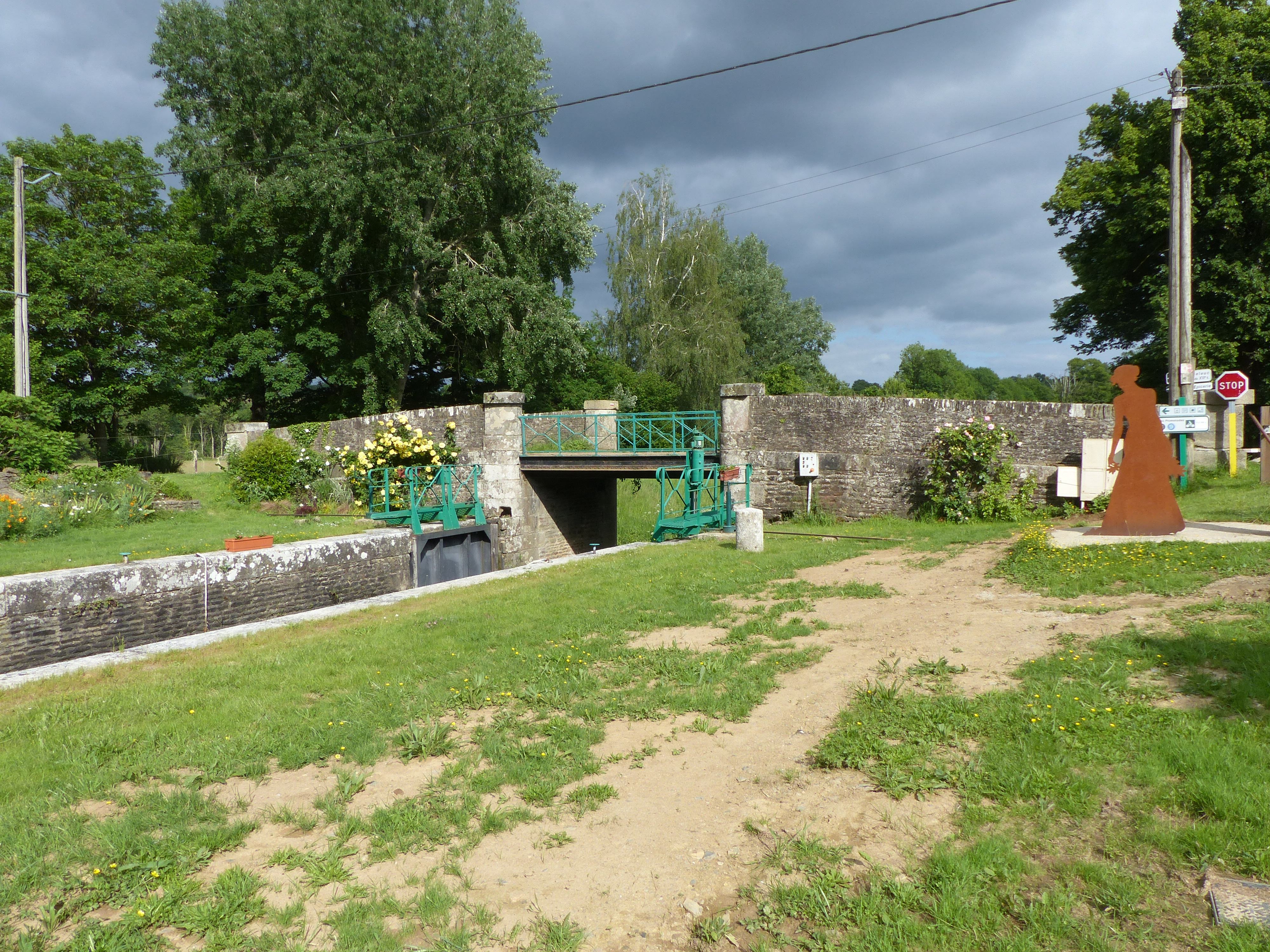
L'écluse de la Tertraie.

Le bourg de Lanouée n'est desservi que par des routes secondaires, les principales étant les D 155 et D 157.
La D 778 (ancienne Route nationale 778) venant côté sud-est de Loudéac et Josselin et se dirigeant côté nord vers Saint-Étienne-du-Gué-de-l'Isle, La Chèze et Saint-Brieuc est le principal axe routier desservant l'ancien bourg des Forges. La D 793 (ancienne Route nationale 793) allant de Josselin à Dinan traverse la forêt de Lanouée, dans la partie orientale de la commune.

### Hydrographie
Pour un article plus général, voir Réseau hydrographique du Morbihan.
La commune est située dans le bassin Loire-Bretagne. Elle est drainée par le canal de Nantes à Brest, l'Oust, le Lié, le Ninian, le Crasseux, le Durbœuf, le Galouray, le ruisseau des Prés jallais et divers autres petits cours d'eau,.
Le canal de Nantes à Brest est un canal, chenal et un estuaire et un cours d'eau naturel navigable sur une grande partie de son cours, d'une longueur de 364 km, prend sa source dans la commune de Nort-sur-Erdre et se jette  dans la Loire à Nantes. 
L'Oust, d'une longueur de 145 km, prend sa source dans la commune de La Harmoye et se jette  dans la Vilaine à Rieux, après avoir traversé 46 communes.  Les caractéristiques hydrologiques de l'Oust sont données par la station hydrologique située sur la commune. Le débit moyen mensuel est de 6,91 m3/s. Le débit moyen journalier maximum est de 94,5 m3/s, atteint lors de la crue du 5 janvier 2001. Le débit instantané maximal est quant à lui de 121 m3/s, atteint le 12 février 1988.
Le Lié, d'une longueur de 61 km, prend sa source dans la commune de Plœuc-L'Hermitage et se jette  dans l'Oust sur la commune, après avoir traversé 15 communes. 
Le Ninian, d'une longueur de 60 km, prend sa source dans la commune de Laurenan et se jette  dans le canal de Nantes à Brest à Val d'Oust, après avoir traversé 16 communes. 
Le Crasseux, d'une longueur de 11 km, prend sa source dans la commune de Forges et se jette  dans le canal de Nantes à Brest à Josselin. 

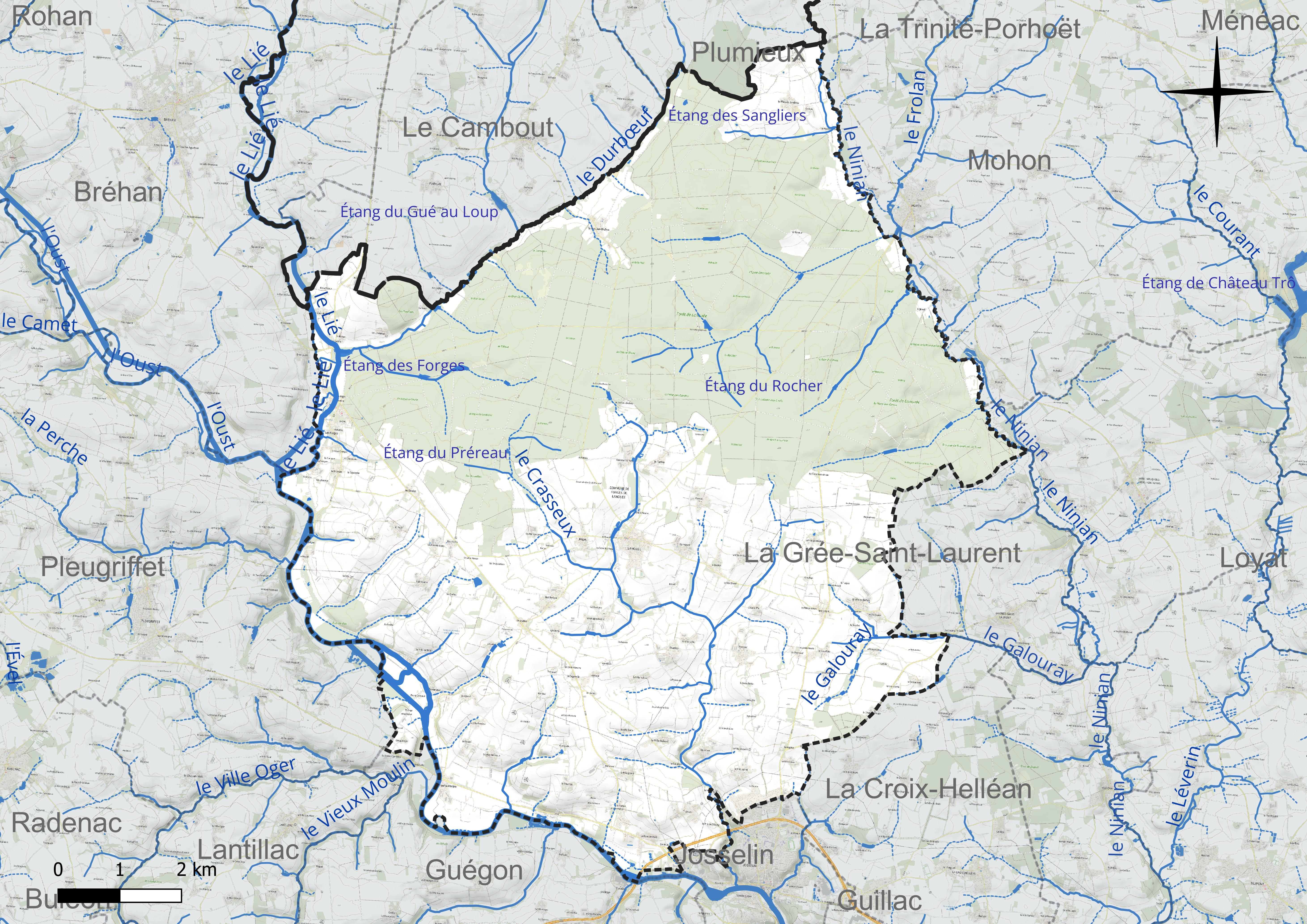
Réseau hydrographique de Forges de Lanouée.

Quatre plans d'eau complètent le réseau hydrographique : l'étang des Forges (1,66 ha), l'étang des Sangliers (0,48 ha), l'étang du Préreau (0,36 ha) et l'étang du Rocher (0,11 ha),.

### Climat
Pour des articles plus généraux, voir Climat de la Bretagne et Climat du Morbihan.
En 2010, le climat de la commune est de type climat océanique franc, selon une étude du CNRS s'appuyant sur une série de données couvrant la période 1971-2000. En 2020, Météo-France publie une typologie des climats de la France métropolitaine dans laquelle la commune est exposée à un climat océanique et est dans la région climatique Bretagne orientale et méridionale, Pays nantais, Vendée, caractérisée par une faible pluviométrie en été et une bonne insolation. Parallèlement l'observatoire de l'environnement en Bretagne publie en 2020 un zonage climatique de la région Bretagne, s'appuyant sur des données de Météo-France de 2009. La commune est, selon ce zonage, dans la zone « Intérieur Est », avec des hivers frais, des étés chauds et des pluies modérées.
Pour la période 1971-2000, la température annuelle moyenne est de 11,3 °C, avec une amplitude thermique annuelle de 12,4 °C. Le cumul annuel moyen de précipitations est de 821 mm, avec 13,4 jours de précipitations en janvier et 6,7 jours en juillet. Pour la période 1991-2020, la température moyenne annuelle observée sur la station météorologique la plus proche, située sur la commune de Ploërmel à 16 km à vol d'oiseau, est de 12,0 °C et le cumul annuel moyen de précipitations est de 767,2 mm,. Pour l'avenir, les paramètres climatiques de la commune estimés pour 2050 selon différents scénarios d'émission de gaz à effet de serre sont consultables sur un site dédié publié par Météo-France en novembre 2022.

## Urbanisme

### Typologie
Au 1er janvier 2024, Forges de Lanouée est catégorisée commune rurale à habitat dispersé, selon la nouvelle grille communale de densité à sept niveaux définie par l'Insee en 2022.
Elle est située hors unité urbaine. Par ailleurs la commune fait partie de l'aire d'attraction de Josselin, dont elle est une commune de la couronne,. Cette aire, qui regroupe 4 communes, est catégorisée dans les aires de moins de 50 000 habitants,.

### Occupation des sols
Le tableau ci-dessous présente l'occupation des sols de la commune en 2018, telle qu'elle ressort de la base de données européenne d’occupation biophysique des sols Corine Land Cover (CLC).
| Type d’occupation                                                                   | Pourcentage | Superficie (en hectares) |
| ----------------------------------------------------------------------------------- | ----------- | ------------------------ |
| Tissu urbain discontinu                                                             | 0,8 %       | 82                       |
| Zones industrielles ou commerciales et installations publiques                      | 0,7 %       | 68                       |
| Terres arables hors périmètres d'irrigation                                         | 37,6 %      | 3 664                    |
| Prairies et autres surfaces toujours en herbe                                       | 4,4 %       | 428                      |
| Systèmes culturaux et parcellaires complexes                                        | 12,8 %      | 1 244                    |
| Surfaces essentiellement agricoles interrompues par des espaces naturels importants | 1,2 %       | 121                      |
| Forêts de feuillus                                                                  | 15,7 %      | 1 531                    |
| Forêts de conifères                                                                 | 20,6 %      | 2 012                    |
| Forêts mélangées                                                                    | 4,9 %       | 476                      |
| Forêt et végétation arbustive en mutation                                           | 1,2 %       | 118                      |
| Source : Corine Land Cover                                                          |             |                          |

## Histoire

### LeXXIesiècle

#### La création de la commune nouvelle «Forges de Lanouée»
La commune nouvelle est créée le 1er janvier 2019 par la fusion des communes de Lanouée et Les Forges, sous le régime juridique des communes nouvelles (régime instauré par la loi no 2010-1563 du 16 décembre 2010 de réforme des collectivités territoriales) par l'arrêté du 27 décembre 2018 entraînant la transformation des deux anciennes communes en « communes déléguées ».
Cette commune nouvelle retrouve exactement le territoire qui était celle de l'ancienne commune de Lanouée avant la scission intervenue en 1883 lors de la création de la commune des Forges.

## Politique et administration

### Communes déléguées
| Nom             | Code Insee | Intercommunalité    | Superficie (km2) | Population (dernière pop. légale) | Densité (hab./km2) |
| --------------- | ---------- | ------------------- | ---------------- | --------------------------------- | ------------------ |
| Lanouée (siège) | 56102      | Ploërmel Communauté | 43,76            | 1 763 (2014)                      | 40                 |
| Les Forges      | 56059      | Ploërmel Communauté | 52,53            | 456 (2014)                        | 8,7                |

### Liste des maires
| Période        | Période                       | Identité         | Étiquette | Qualité                                                                   |
| -------------- | ----------------------------- | ---------------- | --------- | ------------------------------------------------------------------------- |
| 8 janvier 2019 | 25 mai 2020                   | Gérard Granvalet | SE        | Retraité de l'agriculture, maire honoraire Maire de Lanouée (2009 → 2018) |
| 25 mai 2020    | En cours (au 19 janvier 2021) | Jacques Bihouée  | DVD       | Cadre bancaire, ancien adjoint Maire délégué de Lanouée (2020 → )         |

## Population et société

### Démographie
L'évolution du nombre d'habitants est connue à travers les recensements de la population effectués dans la commune depuis sa création.
En 2022, la commune comptait 2 190 habitants, en évolution de −1,79 % par rapport à 2016 (Morbihan : +3,82 %, France hors Mayotte : +2,11 %).
| 2016  | 2017  | 2018  | 2022  |
| ----- | ----- | ----- | ----- |
| 2 230 | 2 223 | 2 194 | 2 190 |

## Culture locale et patrimoine

### Lieux et monuments
- Église Saint-Pierre de Lanouée, inscrite au titre des monuments historiques par arrêté du 1er avril 1963[29] ;
- Église Notre-Dame-de-Toute-Aide des Forges ;
- Calvaire de Lanouée ;
- Croix de cimetière de Lanouée ;
- Croix des prêtres ;
- Chapelle de Pomeleuc ;
- Château des Forges de Lanouée ;
- Manoir de Quelneuf (XVIe siècle), il est inscrit à l'inventaire général du patrimoine culturel[30] ;
- Manoir de la Tertraie date du XVIIe siècle, il est inscrit à l'inventaire général du patrimoine culturel[31].